# Paul Rabinowitz
Paul Henry Rabinowitz (* 15. November 1939 in Newark, New Jersey) ist ein US-amerikanischer Mathematiker, der sich mit partiellen Differentialgleichungen, Variationsrechnung und dynamischen Systemen beschäftigt.

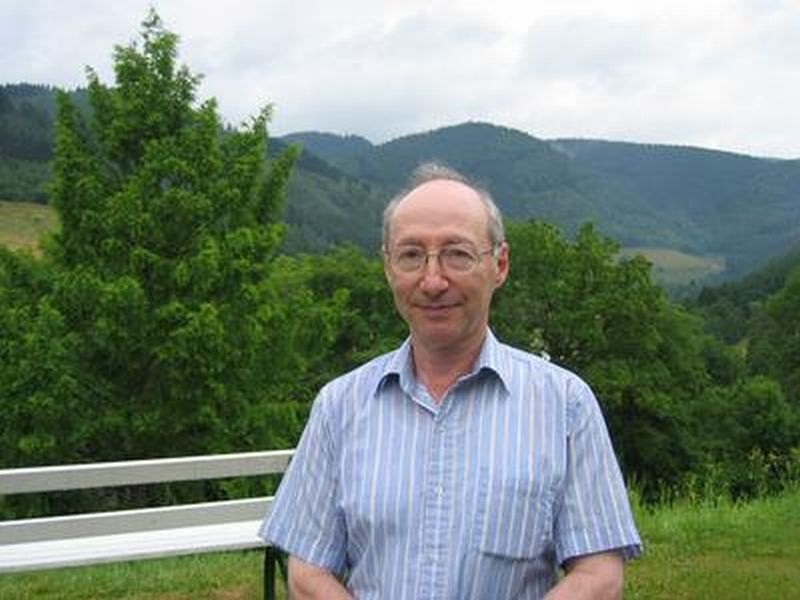
Paul Rabinowitz, Oberwolfach 2005

## Leben und Wirken
Rabinowitz studierte am Courant Institute of Mathematical Sciences of New York University, wo er 1966 bei Jürgen Moser promovierte (Periodic solutions of nonlinear hyperbolic differential equations). Danach ging er von Januar 1966 bis 1969 als Assistant Professor an die Stanford University. 1969 ging er als Associate Professor an die University of Wisconsin–Madison, wo er seit 1971 eine volle Professur hat. Seit 1986 ist er dort E.-B.-van-Vleck-Professor für Mathematik. Er war Gastprofessor in Aarhus, an der ETH Zürich (1982, 1994), in Paris (1972–1973) und in Pisa.
Rabinowitz ist insbesondere bekannt für neue Resultate bei der Untersuchung nichtlinearer Systeme. Er bewies ein globales Bifurkationstheorem (das heißt, er bewies die Existenz einer „globalen“ verzweigten Lösung aus der Betrachtung der lokalen, linearisierten Theorie). 1977 bewies er die Existenz periodischer Lösungen in hamiltonschen Systemen unter der Voraussetzung, dass die Energiefläche „sternförmig“ ist. Mit Michael Crandall bewies er in den 1970er Jahren einen Satz über Hopf-Bifurkationen in unendlich vielen Dimensionen.
Er entwickelte in der Variationsrechnung neue Mini-Max-Methoden, die auch auf „indefinite Probleme“ (die nicht die Palais-Smale-Kompaktheitsbedingung erfüllen) angewandt werden können, von Rabinowitz zum Beispiel auf Hamiltonsche Systeme, semilineare elliptische Systeme, nichtlineare Wellengleichungen angewandt. 1973 bewies er mit Antonio Ambrosetti das Mountain Pass Theorem.
1978/79 war er Guggenheim Fellow. Er ist Mitglied der American Academy of Arts and Sciences (1987) und der National Academy of Sciences (1998) und Ehrendoktor der Universität Paris (1992). 2016 wurde er zum auswärtigen Mitglied der Russischen Akademie der Wissenschaften gewählt. 1984 war er Colloquium Lecturer der American Mathematical Society (AMS). 1998 erhielt er den Birkhoff-Preis. 1978 war er Invited Speaker auf dem Internationalen Mathematikerkongress in Helsinki (Critical points of indefinite functionals and periodic solutions of differential equations). Er ist Fellow der American Mathematical Society.